# Kilburn
Kilburn London egy olyan városrésze, mely három kerület, nevezetesen Brent, Camden és Westminster között oszlik meg. Utóbbiba a területnek csak egy kis része tartozik. A terület legfontosabb közlekedési útvonala az A5 út részét képező Kilburn High Road, mely kijelöli Brent és Camden közös határát is. Az utat még régen a rómaiak építették, s ma a Watling Street része. Kilburn városa történetét a 12. századig tudja visszavezetni. A Kilburn Brook partján lévő kolostort ekkor építették. Ma ez a terület London egyik forgalmas körzete, melyet sokan kapcsolnak össze ír lakosságával. Azonban később ez a terület is multikulturálissá vált.

## Története

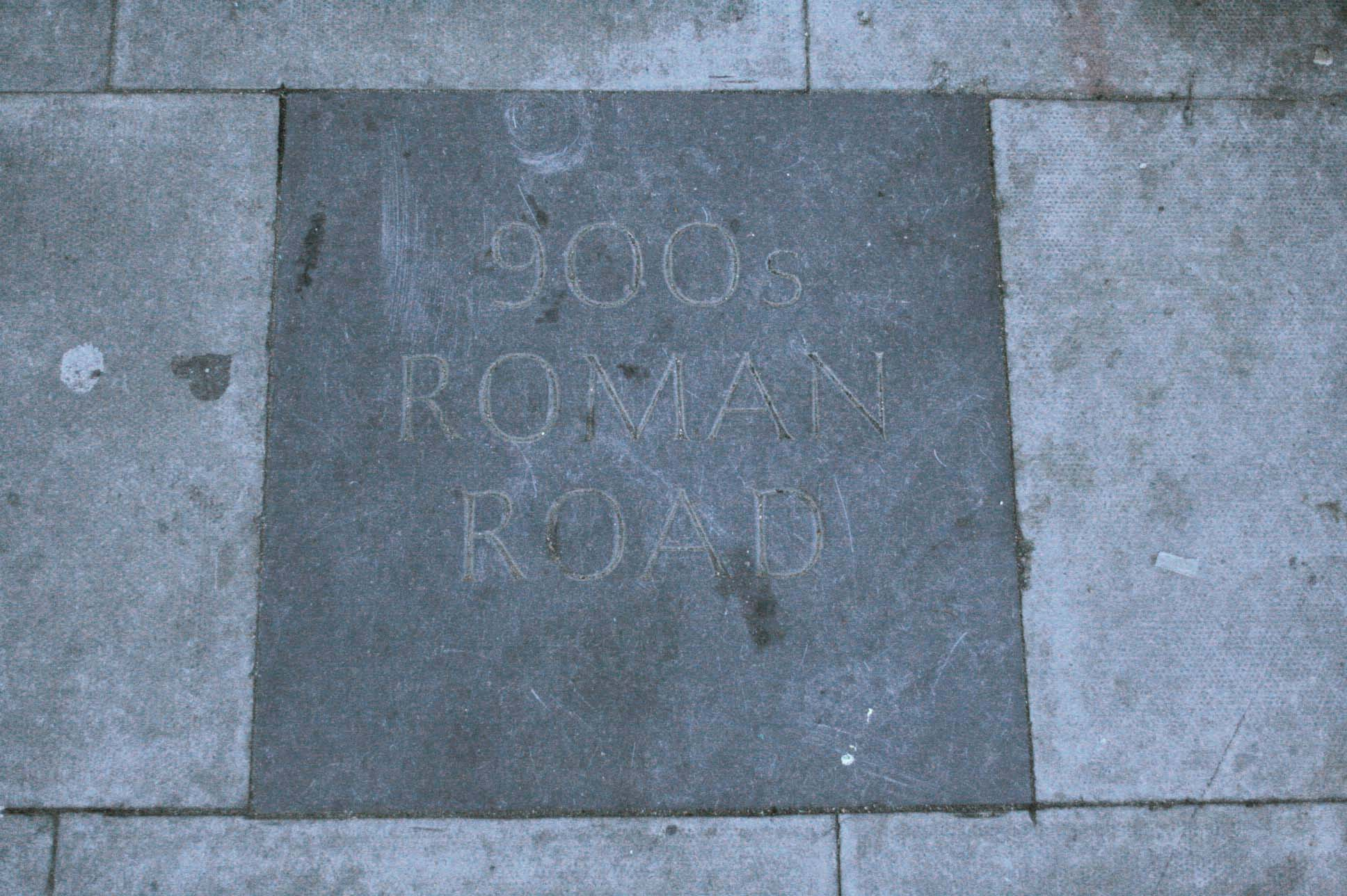
A Kilburn High Road egyik utcaköve, mely a régen itt futó Watling Street emlékét örzi.

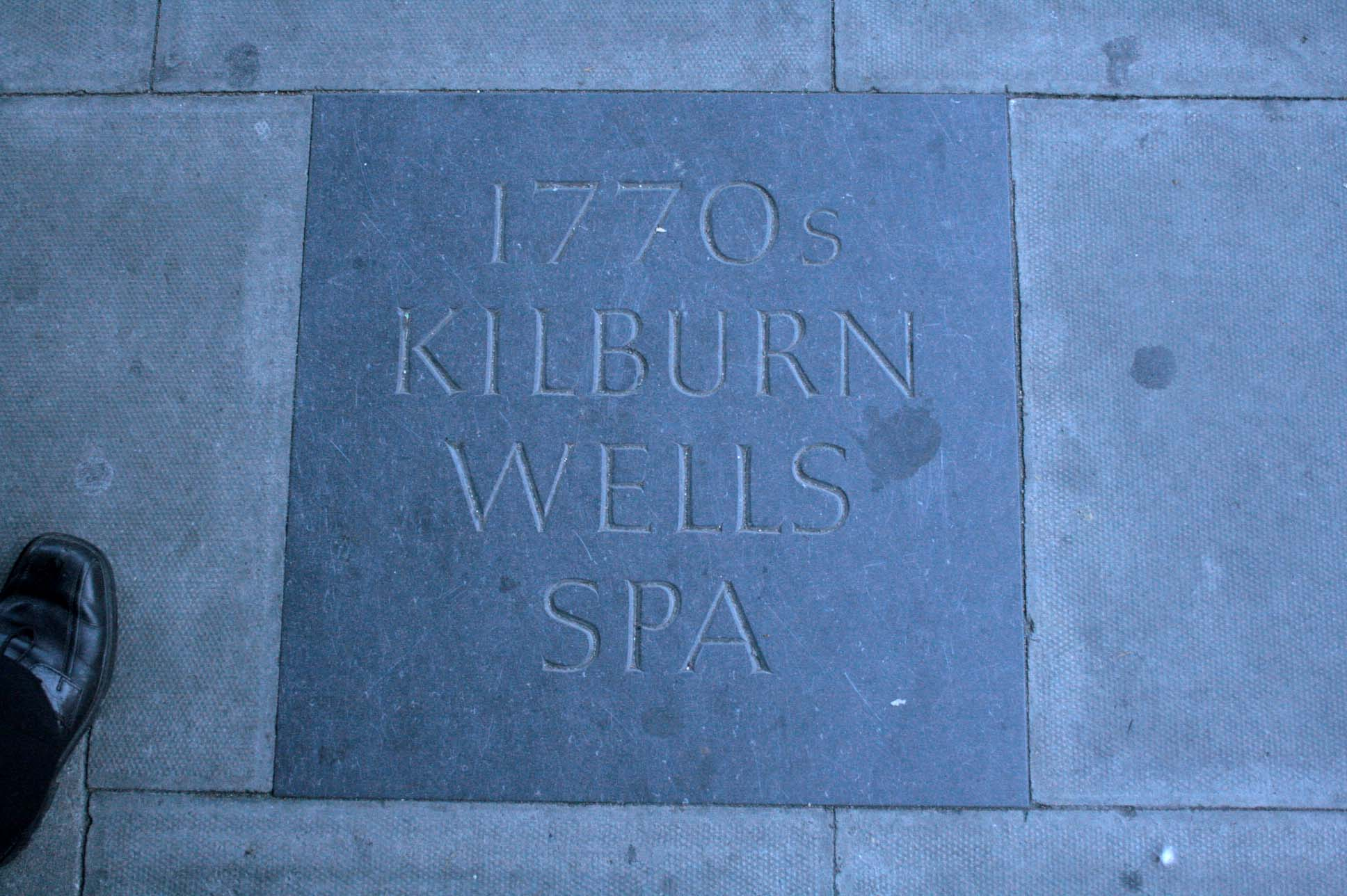
Egy, a Belsize Road és a High Road sarkán állt Wellsre emlékeztető burkolatkő

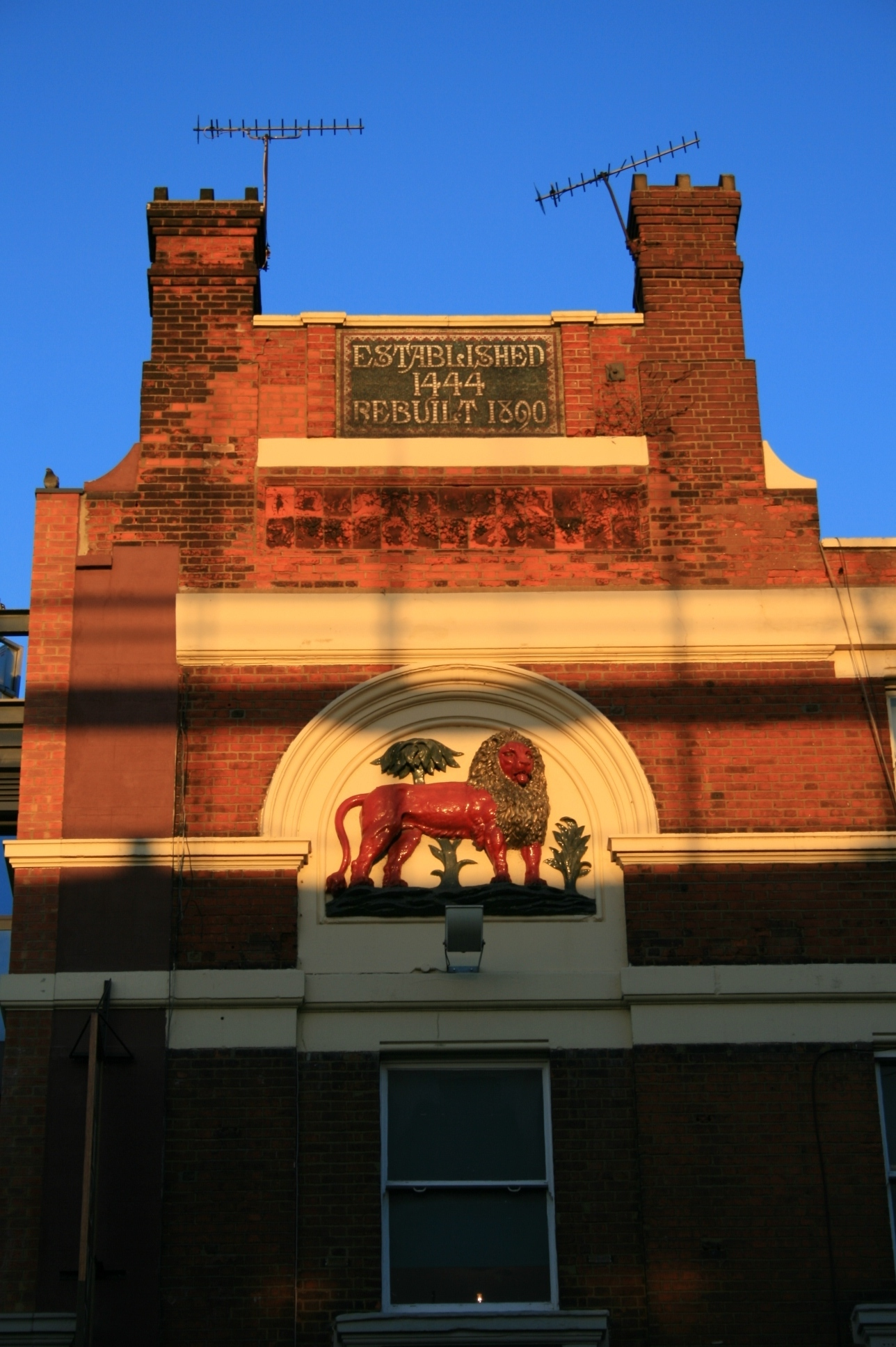
Az 1444-ben alapított Red Lion,

A Kilburn High Road egy kelta eredetű régi útvonal. A kezdetekben Canterburyt kötötte össze St Albans-szel. A római Birodalom idején az utat kikövezték, A római útnak ezt a részét az Antonine Itinerary utcagyűjteményben a Londontól Dover partjaiig futó Iter III: "Item a Londinio ad portum Dubris"-ként jegyezték fel. Az angolszász időkben az út Watling Street néven vált ismertté.
Kilburn a Hempsteadból a Hyde Parkon át a Temzébe érkező Cuneburna, Kelebourne vagy más korban Cyebourne folyó mentén nőtte ki magát. Egyesek szerint a folyó neve Királyi Folyót vagy Marhafolyót jelent. A Bourne az angolszász nyelvben egy folyó jelentésű szó. Ma ennek a folyónak Westbourne a neve. Az 1850-es években elkezdték a föld alatti elvezetését, és ez most egyike London számos föld alatti folyójának.
Kilburn nevét először 1134-ben Cuneburna alakban jegyezték le, ami akkor egy olyan kolostor neve volt, amit egy Godwyn nevű remete börtönének a helyén építettek.
Godwyn remetelakját I. Henrik uralkodása idején építette a Kilburn folyó segítségével. A Kilburn remeterendház ágostoni hitvallású kanonokok közössége volt. 1134-ben ott alapították meg, ahol a Watling Street áthaladt a Kilburn folyó felett. Ez a mai Kilburn High Road és Belsize Road kereszteződésében van. Az, hogy a rendház a Watling Street egyik kereszteződésében fekszik, kedvelt pihenőhellyé tette a St Albansban vagy Willesdenben lévő szentélyek felé tartó zarándokok körében. A rendházat VIII. Henrik feloszlatta, s ma semmi nem emlékeztet a helyére.
A rendház területén egy kúria és egy hosztium (egy vendégház) állt, s ez lehetett a Red Lion pub eredeti helye, amit az elképzelések szerint 1444-ben alapítottak. A vele szemben lévő Bell Inn-t 1600 körül, a kúria helyén nyitották meg.
A gyógyvizek kutatásának 18. századi hóbortja idején, 1714-ben a Bell Inn közelében felfedeztek egy vastartalmú vízben bővelkedő kutat. Mivel a közeli Hampsteadben lévő kúttal versenyeztek, az itteni kutat támogatva kerteket és egy nagyszobát alakítottak ki. Az akkoriban megjelenő újságokban ezt a vizet enyhébb gyomorbántalmak kezelésére ajánlották:
A Paddington mellett fekvő Kilburn kutak – Az itteni vizek a lehető legjobbak, a kertek terebélyesek és karban vannak tartva, a házakat és az irodákat a legnagyobb gondossággal, a legpazarabb kivitelezésben festették és bútorozták újra. Most mindez nyitva áll a nagyközönség fogadására, a nagyszobát a legkedvesebb társaságok szórakoztatására alkalmassá alakítottuk át. Előadások megtartására, zenélésre és táncoláshoz is alkalmas terület. Ezt a vidám helyszínt sokan a vidékies környezete, a széles itteni lehetőségek, és gyógyvízének jól ismert hatékonysága miatt dicsérik. Az a legelragadóbb, hogy mindez az egykori híres Kilburn apátság helyén, az Edgware Road-on, a belvárostól mindössze egy reggeli sétának is beillő kis távolságban fekszik. Az Oxford Street-től mindössze két mérföldnyire, a Mary-bone-tól a gyalogösvényeken még kisebb távolságra fekszik. Az éléskamrák mindig tele vannak, ahonnan a legjobb borokat és likőröket kínáljuk vendégeinknek. Reggeli meleg pogácsával. A vizekről ajándékba adunk egy listát, melyet egy neves orvos készített el. 
A 19. században a kutak kiürültek, de a Kilburn Wells ezután is kedvelt teázó hely maradt. A Bellt először elbontották, majd 1863-ban felépítették a most is otthont nyújtó épületet.
A régebben Watling Street, ma Edgware Road/Kilburn High Road néven ismertté vált utcákat ma fogadók és lakóházak szegélyezik. Azonban a gyógyvíz 1714-es felfedezése és a kertek valamint a szoba kialakítása ellenére Kilburn St. John’s Wood részén egészen 1819-ig nem volt jelentős építmény.

## Népessége
Kilburn több etnikai csoportnak ad otthont. Köztük vannak indiaiak, bangladesiek, pakisztániak, szomáliaiak és lengyelek is. Mivel a terület szét van osztva több kerület között, a statisztikákat Kilburnben több terület adataiból kell összeállítani.
A kilburni területről sokaknak az ír és fekete lakosság, valamint az ő kultúrájuk jut eszébe. A lakosság 13%-a született az Ír-szigeten, de ennél nagyobb az ír származásúak aránya. Londonnak ezen a területén a legnagyobb az arányuk. Jelenlétük az ír közösségi munkában, az ír pubokban és a helyi Gall Sportszövetségben nyilvánul meg. A pubokban gyakran vetítenek különféle gall sporteseményeket. Az újságárusoknál számos ír újság elérhető. Ezen a területen is minden évben megtartják Szent Patrik napját. Kapcsolatai miatt Kilburnt "Kis Írföldnek", vagy az írországi Kildare megye nevéből képzett szójátékkal "Kilburn megyének" nevezik.

## Helyszínek

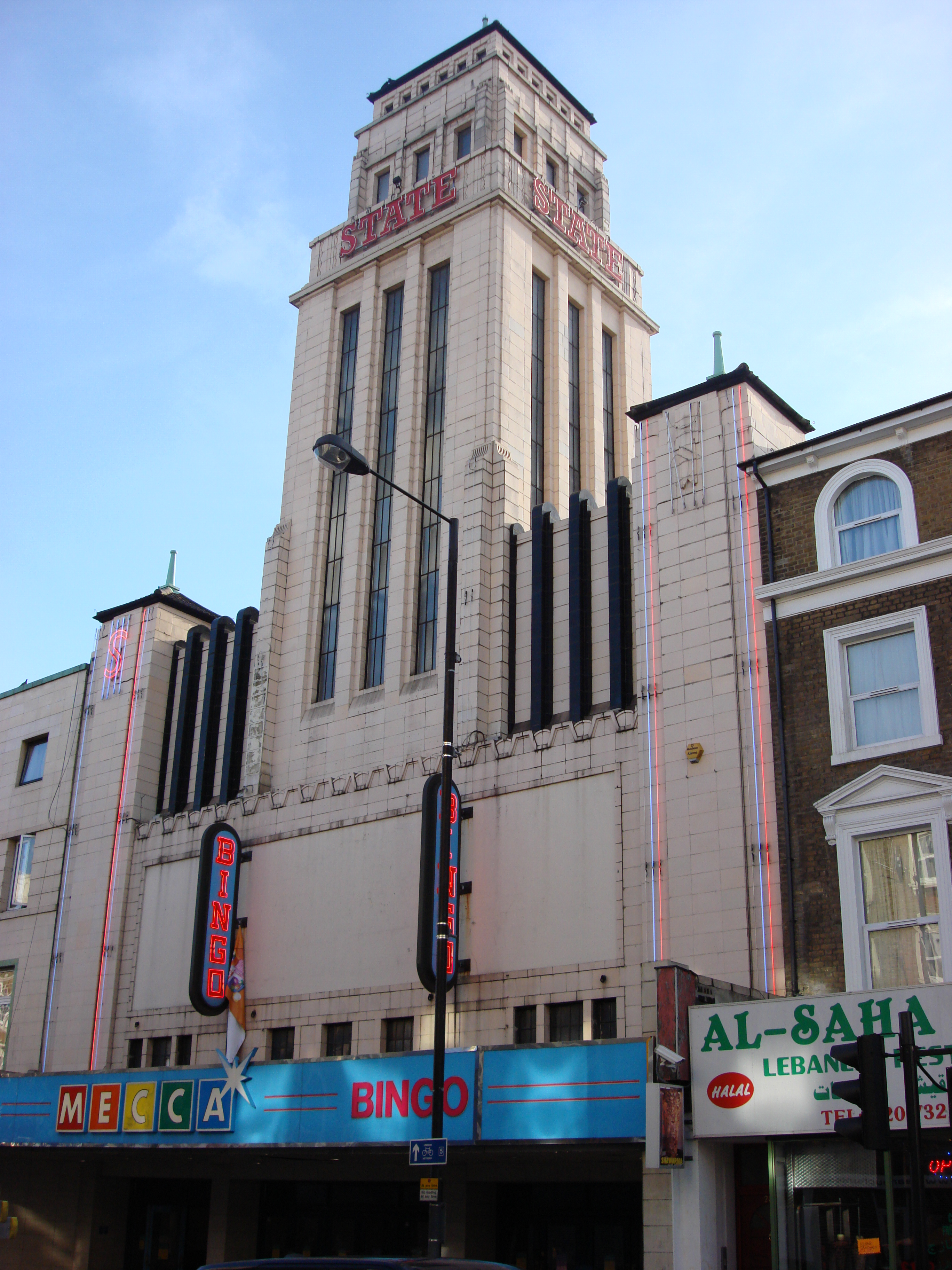
A Kilburn High Roadon lévő Gaumont Állami Mozi

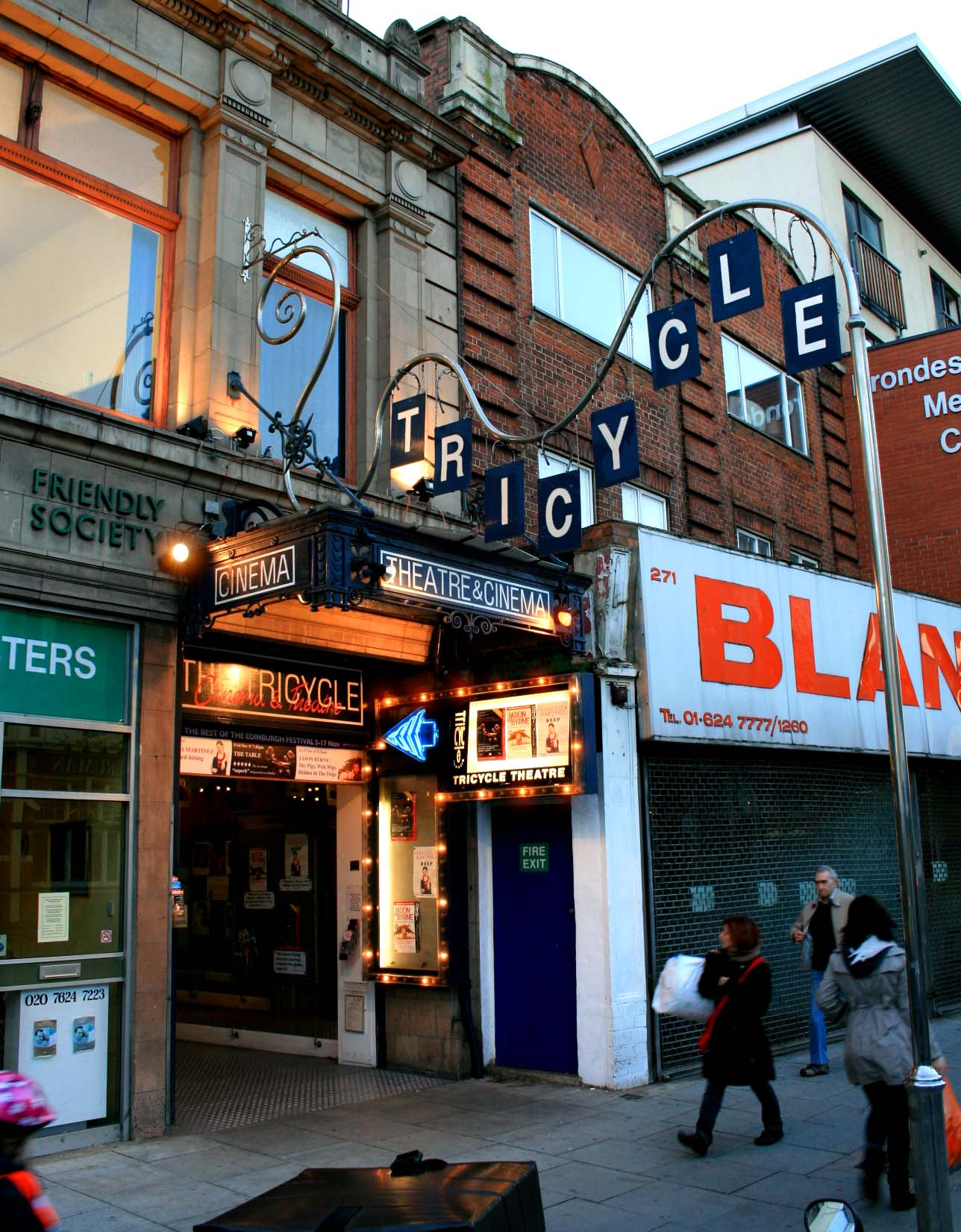
A Tricycle Színház

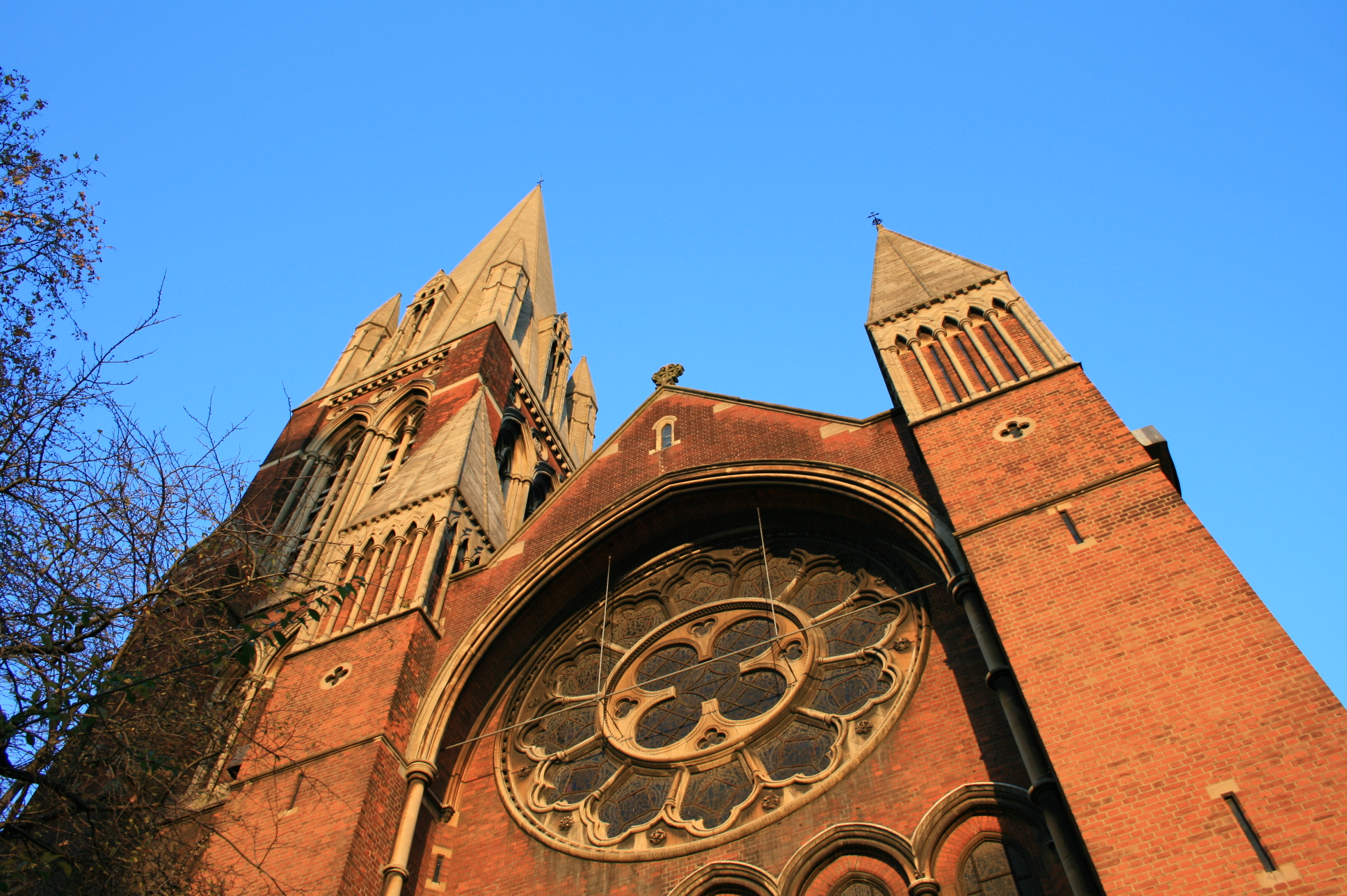
St Augustine's Kilburn

### Kilburn High Road
A Kilburn High Road Kilburn főutcája. Részben annak a római Iter III-nak a vonalát követi, melyet később az angolszászok Watling Streetnek neveztek el. Eredete még régebbre, a kelta időkig nyúlik vissza, mikor az akkori Verlamionból Durovernum Cantiacorumba, a mai St Albansból Canterburybe vezető utat építették.
A nagyrészt északról délre futó út Camden és Brent mai határa. Ez az Edgware Road Shoot Up Hill és Maida Vale közötti része.
A Kilburn High Roadon négy vasútállomás van: az északi végén a Kilburn metróállomás (Jubilee Line) majd kicsit délebbre ezt követi a Brondesbury állomás (London Overground). Innét körülbelül 1.25-rel még délebbre van a Kilburn High Road állomás (szintén a London Overground üzemeltetésében a Watford DC Line vonalán). Itt van még a Bakerloo line-hoz tartozó Kilburn Park metróállomás is, a főút mellett, a High Road állomáshoz nagyon közel.
A Kilburn Grange Park zöld területe a Kilburn High Road keleti részén van.

### Gaumont State Mozi
A Kilburn High Road egyik emlékezetes helyszíne a II* kategóriába sorolt Gaumont State Mozi épülete. Terveit George Coles készítette, a megnyitására 1937-ben került sor. 4.004 ülőhelyével korának legnagyobb európai előadóterme volt. A hivatalos megnyitón olyan előadók jelentek meg, mint Gracie Fields, Larry Adler vagy George Formby  Azóta itt olyan előadók léptek már fel, mint a The Beatles, a The Rolling Stones, a The Who, a The Faces, a Jethro Tull és a Deep Purple. A színházat olasz reneszánsz art déco stílusban építették, burkolásához krémkerámia csempét használta. A 43 méter magas, az 1930-as évek New Yorkjának felhőkarcolóira emlékeztető tornyot már kilométerekről látni lehet. Oldalára nagy vörös neonizzókkal ki van írva a "STATE". Belsejét korának moziihoz hasonló Pazar stílus jellemzi. Itt van Britannia legnagyobb, még ma is teljesen működőképes wurlitzerje. Az utóbbi 20 évben az épületet a Mecca Bingo bingóteremként hasznosítja. Azonban mostanra már ez is bezárt, s most az épület a környékével együtt eladó. Helyi lakosok egy "Mentsük meg a Kilburn State-et!" nevű csoportot hoztak létre, mely az ellenszenves ingatlanfejlesztők ellen, az épület kulturális centrummá alakítása mellett kiálló szervezet.
Az épület most a Ruach Ministries, egy John Anthony Francis püspök és Penny francis lelkipásztor vezetésével működő, gyorsan növekvő evangélikus gyülekezet tulajdona. Az épületet pontosan 70 évvel a Gaumant State megnyitását követően, 2007- december 20-án vásárolták meg.

### A Tricycle Színház
A Tricycle Színház egy nagyon híres művészeti központ a High Roadon, ahol galéria, mozi és színház is kapott helyet. A 2000-es évek közepén azzal várt híressé, hogy politikailag jelentős bírósági tárgyalásokat és a kubai Guantánamo-öbölben lévő fiatalkorúk börtönében megtörtént eseményeket vittek itt színpadra.

### Egyéb épületek
A kilnburni égbolt képét délre a neogótikus stílusban épült Szent Ágoston templomának tornyai határozzák meg. Ezeket 1880-ban John Loughborough Pearson tervei alapján készítették. A templom belseje díszes, viktoriánus stílusú, az oltár mögött faragott kövekkel van kirakva a díszítőfelület, ablaka katedrálüveg. A templomot méretei miatt néha "Észak-London székesegyházának" is nevezik.

## Közlekedés

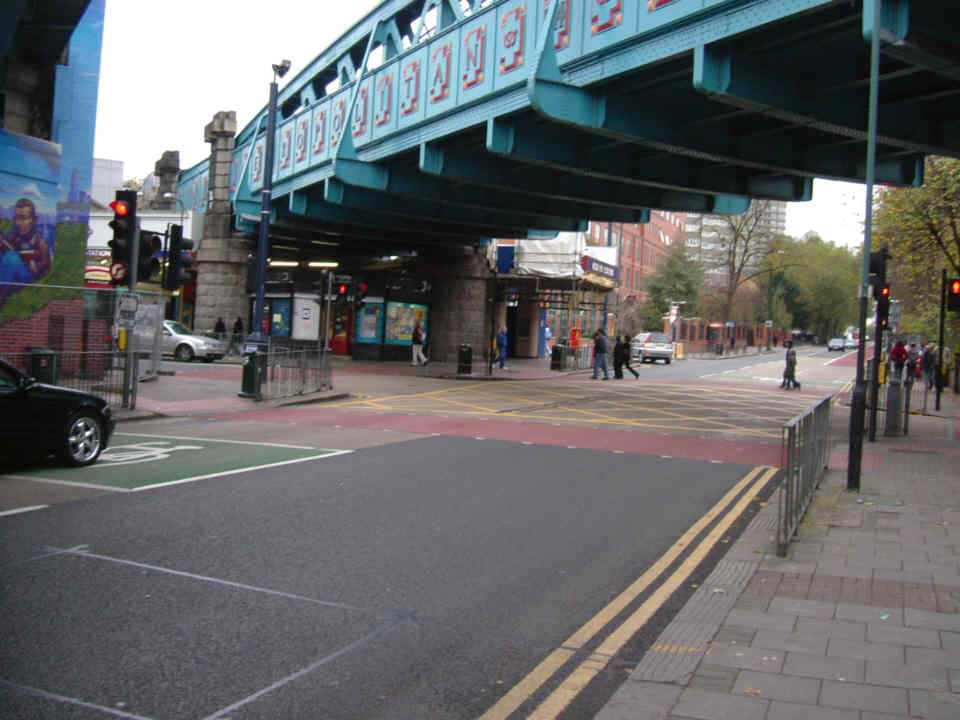
A Kilburn állomás körüli terület

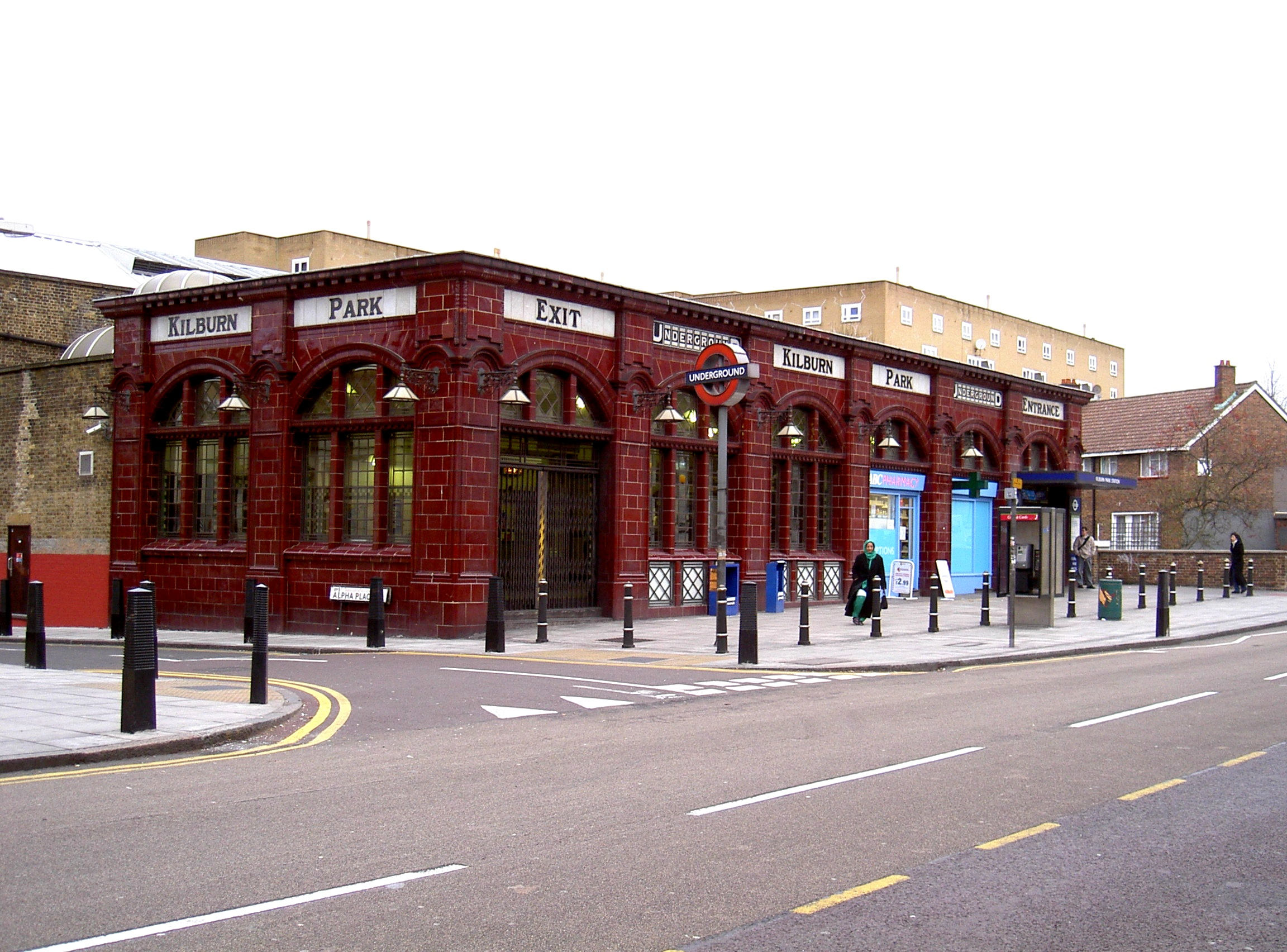
Az 1915-ös Kilburn Park metróállomás

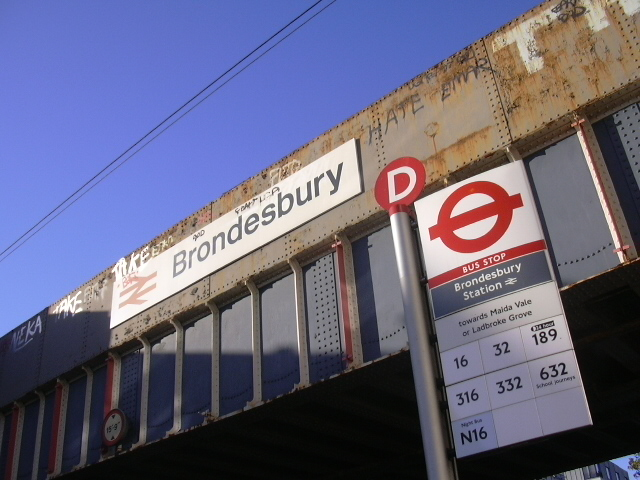
Brondesbury Overground állomás

### Legközelebbi metróállomások
- Kilburn metróállomás (Jubilee line)
- Kilburn Park metróállomás (Bakerloo line)
- Queen’s Park állomás (Bakerloo line)

### Legközelebbi vasútállomások
- Brondesbury vasútállomás (London Overground)
- Kilburn High Road vasútállomás (London Overground)

### Buszjáratok
Kilburnben számos járat közlekedik, ezek általában használják a High Roadot is. A legtöbb járat a déli Cricklewoodból indul, és Közép- valamint Nyugat-London különböző hellyein biztosítja a buszközlekedést.

## Sport
- Kilburn is a Kilburn Gaels Hurling Club otthona.
- Kilburn szintén itt van a Kilburn Cosmos RFC, a kevés belső-londoni rögbicsapat egyikének a központja.

## Híres lakosok
- Zadie Smith
- David Mitchell
- Robert Webb
- Gavin Rossdale
- Kate Moss

## Külső hivatkozások
- Információ turistáknak
- A Tricycle Archiválva 2006. augusztus 30-i dátummal a Wayback Machine-ben
- Kilburn Cosmos RFC
- A Kilburn Színház eredeti programokkal.
- A Gaumont State Mozi orgonája (Cinema Organ Society)